# THE VISITORS FROM DEEPSPACE
『THE VISITORS FROM DEEPSPACE』（ザ・ビジターズ・フロム・ディープスペース）は、COALTAR OF THE DEEPERSの1枚目のオリジナル・アルバム。1994年4月21日にXEO Invitationから発売された。
メジャーレーベルから発売された初のスタジオ・アルバム。

## 収録曲
1. Killing An Arab [2:47]
ザ・キュアーのカバー。
2. Amethyst [4:14]
『THE BREASTROKE』にも収録されている。
3. Your Melody [4:26]
4. Earth Thing [3:43]
ザ・プリミティヴズのカバー。
5. Summer Days [3:28]
6. Snow [8:08]
『THE BREASTROKE』にも収録されている。
7. Blink [5:04]
『THE BREASTROKE』にも収録されている。
8. The Vistors [2:15]